# Crown the Empire
«Crown the Empire» (укр. Корона імперії) — американський рок-гурт, створений у 2010 році, складається з 4 учасників. У більш ранні роки творчості грали постгардкор, металкор та хардрок, та з часом трохи «облегшили» звучання і стали грати прогресивний та альтернативний рок. Станом на червень 2021 року вони випустили 4 студійні альбоми, 1 мініальбом (EP), 1 акустичний альбом та зняли понад 20 музичних відео.

## Історія

### Створення гурту, міні-альбом Limitless та контракт з Rise Records (2010—2011)
Основна стаття: Limitless (міні-альбом Crown the Empire)
Crown the Empire була створена в липні 2010 року вокалістом Ендрю Рокхолдом (тоді Веласкес), клавішником Остіном Дунканом, басистом Брендоном Шроєром, барабанщиком Алексом Мессеєм, ритм-гітаристом та бек-вокалістом Гайденом Трі, і гітаристом Брендоном Гувером під час їхнього спільного навчання в середній школі. Свій перший концерт гурт відіграв у Compass Church у місті Коллівілл, штат Техас, 10 липня 2010 року. Через кілька місяців до гурту приєднався екстрім-вокаліст Зак Джонсон, тому Ендрю Рокхолд став вокалістом на чисті партії. Кінцевою метою гурту було «бути важчими за більшість гуртів у їх районі». Спочатку Алекс Мессей займався барабанами у гурті, але незабаром його замінив їхній нинішній барабанщик — Брент Тадді (в травні 2011 року), тоді ж басист Брендон Шройер покинув гурт, після цього Зак Джонсон взяв бас. Упродовж 2011 року учасники Crown the Empire також вели пошук іншого гітариста, який би приєднався до їхнього гурту. Незабаром вони прийняли Беннета Вогельмана як нового основного гітариста nf бек-вокаліста, Брендон Гувер перейшов на ритм-гітару, Гайден Трі перейшов на бас, Зак Джонсон зосередився лише на екстрім-вокалі.
Гурт розпочав запис свого дебютного міні-альбому (EP), «Limitless», у 2011 році. Limitless вийшов у iTunes 29 листопада 2011 року. Перед записом Зак Джонсон покинув гурт, таким чином вокаліст Ендрю Рокхолд на той момент був єдиним вокалістом у гурті.
5 грудня 2011 року гурт представив закадрове відео на зйомки майбутнього кліпу гурту на пісню «Voices» з їхнього. Під час відео гурт оголосив дату виходу відеокліпу — 11 грудня, яка відбудеться на їх сторінці на YouTube. 24 грудня гурт випустив кавер-версію класичної святкової пісні «Let It Snow» з презентацією на своїй сторінці в YouTube. 31 грудня гурт випустив відео, на якому гурт виконує акустичну версію пісні «Wake Me Up» зі свого міні-альбому  «Limitless».

17 січня 2012 року гурт оголосив про своє перше американське турне разом з A Skylit Drive. Тур тривав з 3 по 7 березня, починався він у Аризоні та закінчувався в Арканзасі. 21 березня того ж року з'явилися чутки, що гурт підписав контракт з Rise Records. Ці чутки з'явилися після того, як лейбл опублікував повідомлення на своїй сторінці у Facebook:
«Ми презентуємо новий гурт в п'ятницю. Ось підказка, вони з Техасу!»
Незабаром Crown the Empire опублікували власну заяву:
«Великі новини очікуються до кінця тижня. Будь-яка здогадка, що це може бути?!»
23 березня гурт опублікував відео «Viva La Rise!», у якому оголосила, що вони справді підписали контракт з лейблом Rise Records. Разом з цим гурт виклав у вільний доступ кавер-версію пісні «Moves Like Jagger» від Maroon 5, в знак вдячності за підтримку фанів.

### Прихід Девіда Ескамілли та The Fallout (2012—2013)
Основна стаття: The Fallout (альбом Crown the Empire)
6 серпня 2012 року гурт оголосив, що вони найняли ще одного вокаліста — Девіда Ескаміллу, щоб розділити вокальні обов'язки з Ендрю Рокхолдом. Незважаючи на те, що Ескамілла вже виступав із гуртом як офіційний учасник ще раніше в червні, про його статус постійного учасника повідомили лише у кінці серпня. Разом з новиною про приєднання до гурту нового постійного вокаліста, вони також оголосили, що починають працювати над новим альбомом разом з продюсером Джої Стерджисом. 6 вересня гурт випустив музичний кліп на пісню «Johnny Ringo», який став першим релізом гурту з новим вокалістом Девідом Ескаміллою.
25 жовтня гурт випустив перший сингл — «Makeshift Chemistry» зі свого альбому «The Fallout», який вийшов 19 листопада.
У кінці жовтня 2012 року Остін Дункан покинув гурт, після цього Ендрю Рокхолд взяв клавішні. 14 листопада гурт випустив першу частину розширеного музичного відео, що починається з вступного треку «Oh, Catastrophe». Наступного дня гурт випустив другу частину розширеного музичного відео із заголовним треком свого майбутнього альбому «The Fallout».
11 березня 2013 року гурт оголосив про свій перший тур під назвою The Generation Tour, на якому вони були хедлайнерами. Він стартував 7 травня в Толідо, штат Огайо, і завершився в Оклахома-Сіті, штат Оклахома, 26 травня, за підтримки таких гуртів як: Capture, Palisades, Heartist і Famous Last Words. Гурт також грав за південь у South West Tour, а потім у квітні провела низку концертів з Like Moths to Flames.
23 березня було оголошено, що гурт буде брати участь у Warped Tour 2013. Наступного дня вони офіційно підтвердили цю новину.
6 червня гурт випустив живу версію пісні «Menace» зі свого дебютного повноформатного альбому «The Fallout». 25 червня було оголошено, що гурт приєднується до Asking Alexandria у їх хедлайнерському турі, що збігається з виходом їх нового альбому «From Death to Destiny», разом з Motionless in White та Upon a Burning Body.

### Перевидання The Fallout, The Resistance: Rise of the Runaways відхід Бенна Вогельмана (2014—2015)
Основна стаття: The Resistance: Rise of the Runaways (альбом Crown the Empire)
Делюкс перевидання «The Fallout» вийшло у 2013 році, з вокалом Девіда Ескамілли. За словами гурту, «ВСЕ» було перероблено.
18 червня гурт оголосив, що новий, другий за ліком, альбом — «The Resistance: Rise of the Runaways» вийде 22 липня, а також голосили про свій новий хедлайнерський тур, за підтримки таких гуртів, як: Volumes, Secrets, Ice Nine Kills, та The Family Ruin, який починається 30 серпня 2014 року в Анагаймі, штат Каліфорнія, і закінчується 20 вересня 2014 року в Бірмінгемі, штат Алабама.
21 липня 2014 року Crown the Empire виграли нагороду журналу Alternative Press Magazine за «Кращий проривний гурт», а їх другий альбом досяг 1-го місця в iTunes Rock Chart. 22 липня 2014 року гурт випустив свій другий альбом, який у дебютний тиждень зайняв 7 позицію у Billboard Top 200. 24 липня гурт оголосив, що наступного дня відбудеться прем'єра музичного відео на пісню «Machines». За перші 48 годин воно набрало 100 000 переглядів.
8 вересня 2015 року Crown the Empire випустила новий сингл під назвою «Prisoners of War» у рамках делюкс перевидання «The Resistance: Rise of the Runaways». Делюкс перевидання побачило світ 30 жовтня 2015 року,  і включає в себе «Prisoners of War», ще один новий трек під назвою «Cross Our Bones», альтернативну версію «Machines» та акустичну версію «Millennia».
6 листопада Crown the Empire  у інтерв'ю для Alternative Press розкрили, що їхній провідний гітарист Беннет Вогельман пішов з гурту. Брендон Гувер перейшов на гітару, Девід Ескамілла взяв на себе ще й ритм-гітару, а Гайден Трі знову взявся за бек-вокал.
Наприкінці 2016 року гурт опублікував кавер-версію пісні My Chemical Romance «Welcome to the Black Parade» для альбому кавер-пісень цього відомого гурту.

### Retrograde та вихід з гурту Ескамілли (2016—2017)
Основна стаття: Retrograde (альбом Crown the Empire)
20 березня 2016 року на Self Help Fest гурт зіграв нову пісню під назвою «Zero». Пізніше була оголошена інформація про новий альбом: він отримав назву «Retrograde» і вийшов у світ 22 липня 2016 року. Альбом дебютував на 15 позиції у Billboard 200. У порівнянні з минулими релізами на альбомі переважало більш полегшене звучання і чистий вокал, остаточно поділений між Ендрю Рокхолдом і Девідом Ескаміллою.
У листопаді 2016 року гурт оголосив, що вокаліст та за сумісництвом ритм-гітарист Девід Ескамілла збирається зробити перерву в гастролях. Він відіграв з гуртом літні концерти протягом Warped Tour, але не взяв участі у осінньому Retrograde Tour, що був на підтримку їх власного альбому. Як заявив Девід, він пішов у «безстрокову відпустку». Ця відпустка тягнулася до 8 січня 2017 року. Тоді гурт, на своїй сторінці у Facebook оголосив, що Девід він більше не є учасником гурту. Брендон Гувер та Гайден Трі взяли його вокальні частини на себе. Пізніше того ж дня Девід Ескамілла зробив заяву, в якій стверджував, що більшість музичних композицій гурту на даний момент були написані не самими учасниками гурту, що врешті-решт було підтверджено.
2 жовтня, через Instagram, Девід Ескамілла оголосив, що працює над новим проектом зі співаком та автором пісень на ім'я Пол Бартоломе з Великої Британії. 1 грудня Девід випустив свій перший сингл «Save Me» зі своїм новим гуртом Bad Fortune.

### Sudden Sky та 07102010 (2018—2020)
Основна стаття: Sudden Sky (альбом Crown the Empire)
У січні 2018 року, під час свого туру з Asking Alexandria та Black Veil Brides, гурт почав виконувати нову пісню під назвою «20/20», а потім вони підтвердили, що працюють над новим альбомом. Під час роботи над ним, вокаліст та клавішник Ендрю Рокхолд випустив демозапис написаної ним пісні, яка була визнана «занадто сумною», щоб бути в новому альбомі. Пісню «Everything Breaks» можна було безкоштовно завантажити на Dropbox.
13 липня гурт випустив офіційну версію своєї пісні «20/20». 20 вересня того ж року гурт випустив новий трек під назвою «what i am» разом з музичним кліпом.
5 квітня 2019 року гурт випустив черговий трек «Sudden Sky».
19 червня гурт випустив ще один новий трек під назвою «MZRY» та оголосив дату виходу свого альбому Sudden Sky — 19 липня 2019 року.
16 березня 2020 року в Instagram гурт публічно оголосив, що гітарист Брендон Гувер отримав позитивний тест на COVID-19 після їх туру в Азії та Африці. 28 березня Гувер оголосив, що вилікувався.
8 липня гурт анонсував акустичний компіляційний альбом під назвою «07102010», який вийшов у видавництві Rise Records 10 липня 2020 року. Альбом відзначає 10-річчя першого спільного шоу гурту і включає акустичні обробки композицій, що охоплюють усю кар'єру гурту. Також був включений бонусний трек «Everything Breaks», який Ендрю Рокхолд написав ще у 2018 році.

### Робота над новим альбомом (2021— наші дні)
13 серпня 2021 року команда випустила перший сингл з майбутнього альбому, у записі якого взяла участь Кортні Лаплант, вокаліста канадського метал-гурту Spiritbox. 29 жовтня гурт випустив пісню «Dancing with the Dead» та кліп на неї. 7 січня 2022 року Crown the Empire оголосили, що їхній барабанщик Брент Тедді покинув гурт за власним бажанням. 13 квітня гурт оголосив новим барабанщиком Дживса Авалоса, який гастролював з гуртом наприкінці 2021 року. 1 грудня гурт опублікував пісню «Immortalize» разом з кліпом.
23 лютого 2023 року гурт оголосив, що їхній п'ятий студійний альбом Dogma вийде 28 квітня 2023 року. Тоді ж вони випустили титульний трек і відео на «Dogma», а також показали обкладинку альбому і трек-лист. 22 березня, за місяць до виходу альбому, гурт представив п'ятий сингл «Black Sheep». Кліп на пісню «Superstar» за участі Ремінгтона Лейта з Palaye Royale вийшов 28 квітня 2023 року, що збіглося з релізом альбому.

## Концерти в Україні
26 вересня 2019 року гурт відвідав Україну з концертом у клубі Atlas у Києві.

## Склад гурту
Інформація про склад гурту запозичена з AllMusic.
- Ендрю «Енді Лео» Рокхолд — чистий вокал, екстрім-вокал (2010 — наші дні), клавішні (2012 — наші дні)
- Брендон Гувер —  соло-гітара (2010—2011, 2014 — наші дні), беквокал (2010 — наші дні), ритм-гітара (2011—2015, 2017 — наші дні)
- Гайден Трі — бас-гітара (2011 — наші дні), беквокал (2015 — наші дні), екстрім-вокал (2010—2011, 2017 — наші дні); ритм-гітара (2010—2011)

### Колишні учасники
- Остін Дункан — клавішні (2010—2012)
- Беннет Вогельман — соло-гитара, беквокал (2011—2015)
- Девід «Дейв» Ескамілла — екстрім-вокал, чистий вокал (2012—2017), ритм-гітара (2014—2017)
- Брендон Шроєр — бас-гітара (2010—2011)
- Алекс Мессей — ударні (2010—2011)
- Зак Джонсон — екстрім-вокал (2011)
- Брент Тадді — ударні (2011—2022)

## Дискографія
Більш детальний перелік: Дискографія Crown the Empire
- The Fallout (2012)
- The Resistance: Rise of the Runaways (2014)
- Retrograde (2016)
- Sudden Sky (2019)
- Dogma (2023)